# Colli di Faenza rosso
Le Colli di Faenza rosso est un vin rouge de la région Émilie-Romagne doté d'une appellation DOC depuis le 4 août 1997. Seuls ont droit à la DOC les vins récoltés à l'intérieur de l'aire de production définie par le décret. 
Les vignobles autorisés se situent en province de Ravenne dans les communes de Brisighella, Casola Valsenio, Riolo Terme, Faenza et Castel Bolognese ainsi que dans les communes Modigliana et Tredozio en province de Forlì-Cesena.
Le vin rouge du Colli di Faenza rosso répond à un cahier des charges moins exigeant que le Colli di Faenza rosso riserva, essentiellement en relation avec un vieillissement de 2 ans pour le riserva.

## Caractéristiques organoleptiques
- couleur: rouge rubis intense
- odeur : agréable, herbacé
- saveur: sec,  plein, légèrement tannique

Le Colli di Faenza rosso se déguste à une température de 14 à 16 °C et il se garde 2 – 3 ans.

## Production
Province, saison, volume en hectolitres :
- pas de données disponibles